# Sensibilität
Sensibilität (von lateinisch sensibilitas, von sensibilis „empfindsam, sensibel“) bezeichnet in der Sprache der Philosophie und Psychologie sowie in der Literaturwissenschaft und in der Umgangssprache eine hohe Aufnahmebereitschaft für Signale der Umgebung, die ein breites Spektrum von Erscheinungsformen aufweist. Diese reichen von der Empfindlichkeit, Empfindsamkeit und Feinfühligkeit über Anteilnahme und Empathie bis hin zur Sentimentalität. Speziell ist oft die künstlerische Sensibilität bzw. die Reaktion auf ästhetische Einflüsse gemeint. Davon unterschieden wird die Sensitivität bzw. Sensibilität im rein physiologischen Sinn.

## Geschichte des Begriffs

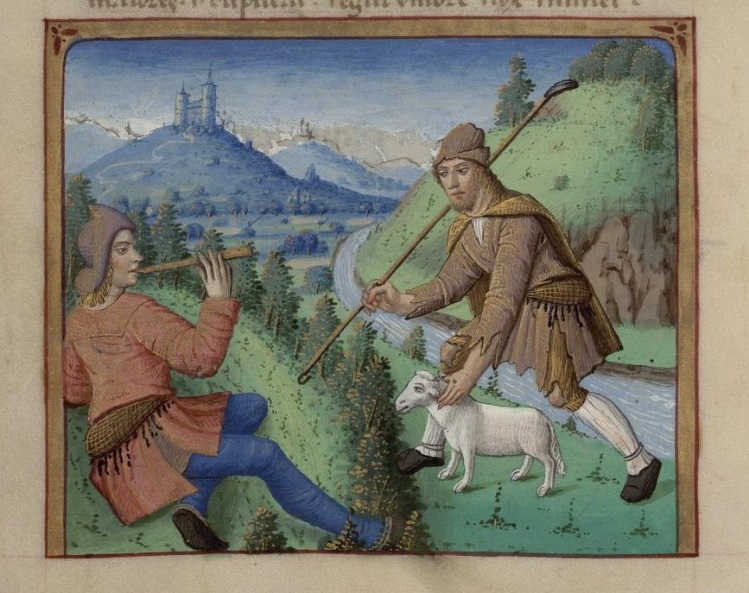
Tityrus bietet dem vertriebenen Meliboeus sein Haus als Unterkunft an (Vergil, 1. Ekloge). Aus einem französischen Manuskript (1469)

Als Meister der Sensibilität gilt Vergil, der in seinen Eklogen (Hirtengedichten) ein idyllisches Traumland mit Bewohnern beschreibt, die durch subtile Stimmungen und tiefe menschliche Emotionen charakterisiert sind.
Thomas von Aquin ging davon aus, dass nichts vom Menschen erkannt werde, was er nicht sinnlich empfunden habe. Er unterscheidet zwischen sensibilitas und sensualitas. Der erstere Begriff bezeichnet den Wahrnehmungs- und Erkenntnisprozess, der zweite die körperliche Lust oder Unlust.
Die Philosophie des Sensualismus im England des 17. Jahrhunderts geht von der Empfindung als grundlegendem Element der Erkenntnis aus, wobei in der Folgezeit zwischen äußerer und innerer Erfahrung bzw. Empfindung zunehmend differenziert wird. Für sensualistische Materialisten wie Claude Adrien Helvétius oder Diderot (sensibilité physique) ist die körperliche Sensibilität die zentrale Eigenschaft des Menschen, auf die auch die Urteilskraft zurückgeht. Für Diderot lässt die universelle Sensibilität der Materie auch Organisches aus den kleinsten Materiebausteinen entstehen. Auch Pierre Louis Moreau de Maupertuis sprach der unbelebten Natur Sensibilität zu.
Seit dem 17. Jahrhundert wurde der Begriff der sensibilité in Frankreich im Moral- und Liebesdiskurs häufiger gebraucht. Die sensibilité de l’âme (S. der Seele) und ein gesteigertes moralisches Empfinden wurden als wichtige Triebkräfte des zwischenmenschlichen Geschehens erkannt. Im Zeitalter der Aufklärung im 18. Jahrhundert wurde die tugendhafte sensibilité zu einem ethischen und ästhetischen Ideal, das um 1750 Einzug in die englische und französische Romanliteratur hielt. Das sentiment d'existence ist für Jean-Jacques Rousseau ein Resultat intensivster Introspektion mit dem Ziel der Selbsterkenntnis, das Ergebnis ist das Beisichselbstsein.
Die literarische Epoche der Empfindsamkeit stellte eine Reaktion gegen den französischen Rationalismus dar. Sie endete mit der französischen Revolution, fand aber in der Romantik eine Fortsetzung. Die gesteigerte Sensibilität nahm nun oft eine melancholische Prägung an wie im von Jean Paul geprägten Begriff des „Weltschmerzes“ oder erschien in Form der christlichen Empfindsamkeit, Innerlichkeit und Schwärmerei, die schon auf den Pietismus zurückgeht, und zu einer Verklärung des Leidens, die von der katholischen Bilderpolitik bedient wurde.
Insbesondere dem weiblichen Geschlecht wurde während des gesamten 19. Jahrhunderts eine erhöhte Sensibilität zugeschrieben. Im Verlauf des Jahrhunderts wurde die Idee der Sensibilität zunehmend trivialisiert und immer mehr verkitscht.

## Künstlerische Sensibilität und Hypersensibilität
Seit Ende des 19. Jahrhunderts beschäftigten sich immer mehr Psychologen und Literaten mit dem Phänomen erhöhter Sensibilität. Das stand in enger Verbindung zum Aufkommen des Geniekults, aber auch zur verbreiteten Zelebrierung der Dekadenz. In Joris-Karl Huysmans’ Roman Gegen den Strich pflegt der Held seine pathologische Sensibilität teils mit Hilfe von Rauschgiften.
Nach Paul Valéry findet die menschliche Intelligenz ihren höchsten Ausdruck in der künstlerischen Sensibilität und Imagination. Er konstatiert jedoch, dass die Hypersensibilität zur Mode wird: „Der Literat treibt Handel mit allem, was er sieht, fühlt und liest. Er macht aus seinen Gefühlen eine Selbstveredelung. Seine Produktion, und sei sie auch unter schmerzlich-süßen Gefühlen entstanden, trägt er anschließend zur Börse.“ So spielt die Dekadenzdichtung mit dem Wechsel von Lebenslust und Lebensüberdruss. Doch nimmt für Valéry nach einer langen Phase der Verfeinerung die Sensibilität des modernen Menschen durch Reizüberflutung ab: „Der Schmerz trägt keine Bedeutung“ – er ist nur noch ein physiologischer Reiz.

## Neuentdeckung der Sensibilität und Aufstieg des sensiblen Selbst
Nachdem der Begriff der Sensibilität durch die Dekadenzliteratur diskreditiert, aber auch durch die rationalistische Askese der Wissenschaftsgläubigkeit, durch Diktaturen und handfesten „Konsumismus“ aus dem Diskurs verdrängt worden war, erlangte er seit der Studentenbewegung neue Aufmerksamkeit. Die Sensibilisierung des Subjekts bildete eine Reaktion auf die fortschreitende „Entzauberung“ der Welt (Max Weber). Herbert Marcuse forderte in seinem Versuch über die Befreiung eine „neue Sensibilität“, die sich gegen Gewalt und Grausamkeit, Manipulation, Leistungsdenken und eine nur-technische Rationalität des wendet. Die kapitalistisch verzerrte Triebstruktur des Menschen bedürfe einer Regeneration, um ihn gegen die Brutalität zu immunisieren. Ähnliche Tendenzen zeigen sich in der subjektzentrierten Literatur seit den 1970er Jahren.
In Richard Rortys neopragmatistischen Ansatz ist der Zweifel an der eigenen Sensibilität für die Schmerzen anderer die Basis für die Solidarität mit Verletzten und Gedemütigten. In ihr artikuliert sich eine ethische Sensibilität, die sich nach Rorty vor allem in der westlichen Welt herausgebildet habe: Empathie bildet für ihn eine Voraussetzung der modernen Ethik, die im Bereich der Emotionen und nicht durch Verstand oder Gewissen konstituiert wird. Damit wird auch die rationalistische Begründung von Demokratie und Menschenrechten fragwürdig. José Manuel Barreto spricht vom Klima einer „globalen moralischen Erwärmung“ (global moral warming), einer globalen Sensibilisierung für die Menschenrechte, die für Rorty an die Stelle von Kants universellem Geltungsanspruch der Vernunft und von Max Webers Rationalisierung der Moderne tritt; das Instrument dafür ist für Alasdair MacIntyre eine éducation sentimentale.
Im späten 20. Jahrhundert ist Sensibilität tatsächlich kein Privileg von Literaten und Künstlern mehr. So betreiben immer mehr Angehörige der Mittelklasse eine Ästhetisierung und Poetisierung ihrer Alltagswelt, die nunmehr „Kulturgesellschaft“ genannt wird, verbunden mit der Steigerung und Verfeinerung der Empfindungen. Zudem kommt es zu einer „Sensibilisierung des Psychosomatischen“: Die Menschen werden achtsamer gegenüber psychischen Beeinträchtigungen, Lebensmittelunverträglichkeiten oder Stress. Ihre Fähigkeit zur Selbstbeobachtung und ihre selbstbezogene Sorge steigen.
Ob dadurch die Bereitschaft zur Empathie ebenfalls gestiegen ist, ist fraglich. So zeigt sich in einigen Studien, dass Jüngere zwar die Emotionen ihres Gegenüber präziser erkennen als Ältere; diese zeigen aber eine größere Bereitschaft zu Mitgefühl z. B. mit Trauernden und eine größere Gefühlskonkordanz als die Jüngeren.
Tatsächlich hat sich seit etwa 1980 in vielen Bereichen eine ethische Sensibilisierung vollzogen. So spricht man  heute von der Verletzlichkeit des Kindes oder der notwendigen Wertschätzung am Arbeitsplatz, man ist aufmerksamer für Benachteiligung von Minderheiten und im Beziehungsalltag (siehe Me too), fordert eine geschlechtergerechte Pädagogik, eine geschlechtergerechte Sprache, mehr Klimasensibilität und benutzt häufiger politisch korrekte Formulierungen als früher. Wenngleich viele dieser Prozesse sich auch im rein sprachlichen oder symbolischen Bereich bewegen, steigt offenbar die Sensibilität für Ungerechtigkeit und ihre Opfer sowie die Scham, Nutznießer von Ungerechtigkeit zu sein; allerdings steigt auch die Sorge, von den Opfern ausgebeutet oder selbst Opfer zu werden.
Mit der Sensibilität für Diskriminierung von Gruppen steigt aber auch die Bereitschaft zur Zelebrierung der Eigengruppe, die ggf. psychologische Diskriminierungsgewinne aus der Aufwertung der eigenen und der Abwertung der anderer Gruppe ziehen kann.

## Positive Sensibilität als Kultur deswell-being
Die „massiv psychologisierte Kultur“ der Spätmoderne ist nach Andreas Reckwitz eng an eine positive Psychologie der Selbstentfaltung gekoppelt, die Sensibilität nur zulässt, wenn sie mit positiven Emotionen verknüpft ist, also an eine „Wohlfühlsensitivität“, die nur Freude, Begeisterung und ästhetisches Wohlgefühl zulässt und nicht bereit ist, negative Abweichungen vom Erwarteten, Missempfindungen oder Ambiguitäten zu akzeptieren. Eine besondere Rolle spielen die „anästhetischen“, nicht wahrnehmbaren modernen Bedrohungen etwa durch Strahlung oder Umweltgifte, die Wolfgang Welsch zufolge nicht mit den Sinnen zu spüren sind, also auch nicht mit gesteigerter Sensibilität (im strikten Sinne des Wortes) erfasst werden können, dafür aber umso eher diffuse Angst erzeugen.
Eine verbreitete Hypersensibilität führe dazu, dass Menschen den eigenen Empfindungen, die beispielsweise Romane oder Bilder in ihnen auslösen, nicht mehr gewachsen sind. Das führt beispielsweise zum massiven Gebrauch von Triggerwarnungen an amerikanischen Hochschulen oder zur Einrichtung von safe spaces. Kritisiert wird, dass dadurch junge Erwachsene infantilisiert und eine Opferhaltung und Emotionen, die vor rationaler Kritik schützen, gefördert werde.  Reckwitz sieht die Gefahr, dass der rechte Populismus diese Schwäche des Kulturliberalismus im Sinne einer Verächtlichmachung des „Weichen“ im Namen des „Harten“ nutze.